# Ciberactivismo
El ciberactivismo, activismo virtual o activismo en línea es un fenómeno propio de la cibercultura y está referido a la forma de acción política y participación social, a través de la cual las personas hacen uso de la tecnología y la Internet para "organizar actividades, discutir, compartir información, participar y expresar su descontento sobre temas con los que se identifican". El activismo, de acuerdo a Denning (2000, p. 15) es “… el uso del internet para el apoyo de un evento o causa”. Esto incluye acciones cibernéticas cómo el de “Surfear” la red por información, publicar materiales en un sitio web, transmitir publicaciones y cartas por correo electrónico y usar el Internet para discutir problemas, crear coaliciones y coordinar actividades. El ciberactivismo involucra, además, un conjunto de técnicas y tecnologías de la comunicación, basadas fundamentalmente en Internet y en la telefonía móvil. Los medios sociales (especialmente Twitter y Facebook), YouTube, correo electrónico y pódcast sirven para diversas formas de activismo, de manera que posibilitan comunicaciones más rápidas en los movimientos ciudadanos y difunden información local a una gran audiencia. Las tecnologías de internet se utilizan para recaudación de fondos, construcción de comunidad, hacer lobby y organizarse.
Sin lugar a dudas el proceso de expansión y proliferación de los medios virtuales ha significado un avance gigantesco en términos de la comunicación, además de la participación activa y casi sin restricciones de cualquier persona que tenga acceso a las tecnologías informáticas.
El papel mediador entre grupos sociales que a su vez ejerce el espacio virtual, ha reducido las brechas que separaban una población de otra, y ha socavado, también, las restricciones que por mucho tiempo impedían el acceso a la información e incluso al conocimiento. Es por esto que Internet se ha convertido en un escenario de activismo socio-virtual, donde diversos movimientos ideológicos han tomado fuerza y legitimidad al unir usuarios que comparten una misma causa. El ciberactivismo se convierte, entonces, en una acción política que promueve la participación ciudadana y, por supuesto, una forma de relación interpersonal entre quienes interactúan en la web al estar unidos por una misma red social (como los grupos y páginas de Facebook) u otro espacio virtual.
Es común que se asocie el ciberactivismo a la acción colectiva o desobediencia civil, sea en el espacio virtual o bien sea en el plano real. Organizaciones como Change.org, Oxfam Intermón, Amnistía Internacional, Greenpeace, la Electronic Frontier Foundation norteamericana o el EZLN mexicano, han utilizado técnicas de ciberactivismo. En el espacio ex-soviético, cierto grado de ciberactivismo ha tenido un papel determinante en los procesos conocidos como Revoluciones de colores.
Puede también tomar una forma espontánea, en la que la tecnología y las relaciones en red eliminan la división entre movilizadores y movilizados. Este es el caso de las movilizaciones espontáneas de protesta tras los atentados del 11M en España en 2004, el movimiento EDSA II en Filipinas en el año 2001, en las revueltas estudiantiles contra el CPE en Francia de 2005 o las manifestaciones por una vivienda digna en España en 2006.
Por otro lado, sería posible un ciberactivismo como una nueva forma de participación para los estudiantes universitarios. Son jóvenes entusiastas con la labor que realizan por medio de las plataformas digitales por estar concentrados en temas de su interés personal y considerados como los nuevos temas. La manera que tienen de organizarse es de tipo horizontal, es decir que confía en sus pares para organizarse y difundir información, pero no tienen una jerarquización vertical con líderes que decidan por ellos, sino que toman decisiones de manera colectiva y buscando que la voz de cada uno sea escuchada. En conclusión, estos estudiantes creen que se pueden lograr cambios interactuando a través de las redes sociales. (https://doi.org/10.3916/C46-2016-05)

## Tipos de Ciberactivismo

### Activismo ambiental
El activismo, es la acción que se realiza con el fin de efectuar un cambio de índole social o político, normalmente posicionada a favor de una postura concreta en un conflicto, es decir, si se habla entonces de activismo ambiental, se estaría haciendo referencia a una tendencia que toma como base la protección de la naturaleza y el respeto de los derechos de la misma.
Esta tendencia surgió cuando la población empezó a notar las evidencias del deterioro ambiental. Con esto, los activistas creyeron necesario difundir el problema con los medios que tuviesen en sus, manos, entre ellos el ciberespacio,  y poner de manifiesto el impacto que para la sociedad, estaban teniendo sus propios actos, cuyo fin es la conservación de la naturaleza.
Actualmente se ha diversificado las formas de hacer activismo ambiental, uno de los grupos que actualmente ha logrado fortalecerse con mayor éxito son los ciberactivistas, con ayuda de redes sociales, memes o campañas con recolección de firmas pidiendo: 
- Aire sin contaminación de las grandes industrias.
- Agua libre de químicos y residuos tóxicos.
- Suelos fértiles y sin uso de pesticidas en cultivos.
- Defensa de la diversidad, la vida y la cultura.
- Equidad de género, personas, países.
- No violencia.
- No al maltrato animal.[2]

Entre los ciberactivismos ambientales, se destacan los siguientes: 
Minería y Ecología forestal:
Este tipo de activismo, busca estrategias para implementar seguridad a los pueblos en contra de las grandes explotaciones de minerales que no respetan comunidades, fauna, flora, agua o zonas de reserva, defiende los espacios verdes y busca promover que las zonas de bosques no se reduzcan solo por fines económicos, principalmente minería y extensión ganadera en países latinos como Colombia, lugar donde este tipo de ciberactivismo ha logrado obtener grandes resultados como es la defensa de páramos y reservas forestales en la amazonia colombiana y en los llanos orientales como lo fue la derogación de licencias ambientales para empresas petroleras y acuíferas en caño cristales, el Amazonas y Guainía.
Este tipo de activismo denuncia, y como tal, no tiene miedo a denunciar tanto a multinacionales ostentosas, como a grupos de personas que dañan la ecología local en beneficio propio, y esto ha llevado al arresto de personas que realizan minería ilegal, lo que hace que este tipo de activismo en Colombia se vuelva algo peligroso para la integridad de los ciberactivistas.
Espacio, Legislación y Urbanidad
El ciberactivismo, según Peláez, (2012) es una estrategia que persigue un cambio en la agenda pública a través de los medios electrónicos. Uno de los temas que más se acerca a incentivar estos cambios radica en el ámbito del medio ambiente, entendiéndose este como ciberactivismo ambiental, donde variados movimientos velan por la protección de este. 
Esa defensoría que se gesta a partir de grupos sociales, culturales y políticos, va enfocada a centrar su atención e interés a un aspecto específico del medio ambiente, entre los cuales se encuentra un ciberactivismo ambiental-urbano el cual busca defender todo tipo de manifestación que vaya en contra de la preservación de los medios naturales en el ámbito urbano. Este tipo de ciberactivismo se destaca como un movimiento emergente en torno a la protección del medio ambiente, el cual busca según Suárez, Hernández & Hessla  (2002) la consecución del control comunitario de la gestión del espacio, asumiendo que las condiciones ambientales son ilegítimas en términos sociales y económicos
Orgánico
El ciberactivismo orgánico intenta, mediante la comunicación por las redes sociales, concienciar a las personas acerca de una adecuada alimentación, proponiendo el consumo de los alimentos orgánicos en detrimento del consumo de los alimentos transgénicos. Los ciberactivistas orgánicos manejan información acerca de iniciativas que apuntan al consumo de los alimentos orgánicos, a la soberanía alimentaria y a diferentes temas que comprometan la alimentación de una comunidad o de la humanidad entera. Uno de los ejemplos claros es la constante publicación de noticias, de actividades, de iniciativas que llevan a cabo grupos de activistas en el medio público, como el caso de la revolución de la cuchara o ciudad frutal.
Por otra parte, los ciberactivistas orgánicos se preocupan por darle a conocer al mundo mediante las redes sociales el actuar de multinacionales que atropellan o van en contra de las ideas que manejan acerca del consumo de alimentos orgánicos y de la soberanía alimentaria, como es el ejemplo de la multinacional Monsanto, de la cual se reproducen constantemente por la redes noticias en contra de su accionar. 
En síntesis, lo que pretenden los ciberactivistas orgánicos es concienciar a las personas de este tema en específico, para que las diferentes personas que puedan ver las constantes publicaciones tomen partida de este asunto y puedan contribuir a la solución de esta problemática.
Animalista
Haciendo parte de los movimientos sociales contemporáneos, el movimiento animalista se viene constituyendo como una postura que hace parte de ese intento por mejorar las relaciones e interacciones entre el ser humano y su medio. Específicamente se trata de una búsqueda por configurar, establecer y reivindicar los derechos de los animales, utilizando entre otros, las nuevas tecnologías y el Internet para hacer campañas de denuncia y concienciar acerca del abuso y el maltrato animal.
Se ha constituido de esta manera entonces la idea de que sin importar la especie, la naturaleza animal dota la condición inmediata de ser sujeto de derecho, es una lucha que pretende abolir toda forma de explotación animal y que se fundamenta en las conquistas históricas alcanzados por parte de movimientos que han logrado insertar nuevas ideas en la sociedad.
Entre los movimiento ciberactivistas, se encuentran, Los “mascotistas” distinguidos como aquellos propietarios de un animal que sirva de compañía, propietarios que incluso buscan una defensa política por los perros y gatos, olvidándose de las otras especies animales. Son precisamente los llamados “mascotistas” quienes han dejado ver para nuestros días en redes sociales nuevas tendencias por mostrarse como un sujeto en defensa de los derechos de los animales, pero son definitivamente ciberactivistas que no develan una postura fundamentada en un ideología clara.

### Ciberprotestas
Torres (…) propone su propia definición de ciberprotesta combinando la de otros autores. Afirma que son “actos-rutinas o performances producidas por medios digitales y difundidas o activadas en el ciberespacio”, que se dirigen a los actores políticos, las élites de referencia y la sociedad en general. Añade que pueden haber sido diseñadas de manera previa o improvisadas. Además pueden llevarse a cabo mediante correo electrónico, webs, chats y blogs, pero también wikis y redes sociales. 
En autor hace su propia clasificación de las ciberprotestas, a partir de los trabajos anteriores de Constanza Chock y Weimann. Así distingue las ciberprotestas convencionales, las disruptivas y las violentas. 
Para Torres las ciberprotestas convencionales tienen como objetivo “la difusión, orientación y movilización”. Así consisten en movilizaciones, consignas, peticiones, cadenas, evaluación de resultados…
Las disruptivas son aquellas que persiguen confrontar a los actores políticos o élites. Para ello, se sirven de boicots; la saturación de correos electrónicos o cuentas en redes sociales; y la teatralización mediante burlas o sátiras, por ejemplo. 
Por último, Torres menciona las ciberprotestas violentas. Consisten en “atacar y atemorizar a los actores políticos y las élites”. 
Para ello los, hackers destruyen, roban y secuestran datos personales o institucionales; atacan con virus informáticos; alteran sitios web; o perpetran “amenazas, injurias” e incluso “difunden atentados”. (Sáenz, 2014, p. 39-41)
El ciberactivismo también se utiliza a través del “activismo hashtag”, que permite a los grupos marginados compartir sus perspectivas. Los ejemplos incluyen los movimientos #BlackLivesMatter y #MeToo, que dan voz a grupos que han tenido un historial de ser excluidos de los principales medios de comunicación.

### Smartbots
Yehya define los smartbots como “masas inteligentes dirigidas electrónicamente”. El término surge como parodia a las “bombas inteligentes” del Pentágono. Las smartbot son una heterarquía, esto quiere decir, una red de liderazgo, que opera gracias al poder de difusión y los numerosos recursos que ofrece Internet. Así una smartbot usa el correo electrónico, las páginas de la web, los chat, foros… de forma que “los mensajes pueden eludir la censura hasta en los Estados más estrictos y represivos”. Así, el smartmobing ha hecho de Internet “un medio que ha cambiado de manera determinante la participación ciudadana en la política”. (Sáenz, 2014, p. 41)

### Ciberguerra
Según Arquilla y Ronfeldt, se trata de una forma nueva de conflicto (incluso delincuencia), que difiere de la guerra tradicional, entre otras cosas, porque usa estructuras en red (no piramidales), estrategias y tecnologías acordes con la Era de la Información (Sáenz, 2014, p. 41).

### Flashmobs o ciberturas
Un flashmob o movilización instantánea es una manifestación articulada gracias a las tecnologías de comunicación. Se trata simplemente de un grupo de personas que se reúne “simultánea, transitoria y voluntariamente, sin que sea necesario que se conozca con anterioridad”. Las reuniones se celebran en un lugar público y su objetivo suele ser llevar a cabo algún tipo de acto simbólico. 
Los flashmobes son una nueva clase de expresión social colectiva, espontánea, breve, simple, enérgica, lúdica posibilitada por la instantaneidad y fluidez de Internet. Se produce de forma simple: un internauta convoca a través de Internet, y mediante una o varias de las herramientas que este ofrece, una manifestación en un lugar público a una fecha y horas determinadas. Por ello, la comunicación es horizontal de forma que no intervienen los medios de comunicación tradicionales. Así, se trata simplemente de personas que, gracias a la tecnología, difunden una convocatoria de reunión entre sus amigos y conocidos. Éstos hacen lo mismo, lo que da lugar a una gran cadena de comunicación, que es capaz de movilizar a miles de personas. (Sáenz, 2014, p. 42-43)

### Paperstorms
Los paperstorms o tormentas de papel son actos por los cuales un grupo de personas, convocadas normalmente a través de Internet, deciden salir a la calles para repartir panfletos y colocar carteles y pegatinas en la calle. El objetivo de estos actos es dar a conocer su quejas, ideas y lemas…
El público objetivo de estas acciones es principalmente el conjunto de los ciudadanos, si bien las tormentas de papel suelen tener cierto impacto mediático, que lógicamente genera cierta atención por parte de la clase política. (Sáenz, 2014, p. 43-44)

## Ciberactivismo político

### Gobierno electrónico (e-government)
Desde un punto de vista tecnológico, el gobierno electrónico es la capacidad que ofrecen las TIC para desarrollar y ofrecer información y servicios públicos a través de medios telemáticos, habitualmente Internet. El gobierno electrónico es el medio para modernizar la gestión pública a través de las TIC, en busca de mejores prácticas, mayor control y transparencia, y más agilidad. 

### Democracia electrónica (e-democracy)
La democracia electrónica, también llamada ciberdemocracia, democracia digital o tecnodemocracia consiste en la utilización de las nuevas tecnologías para llevar a cabo procesos básicos de la democracia como son las elecciones de representantes o la toma de decisiones (Chadwick, 2006). Dicho de otro modo, la participación electrónica es toda la actividad voluntaria de los ciudadanos encaminada a influenciar en la selección de los gobernantes o en la toma de decisiones públicas, que se canaliza o se produce a través de modo electrónicos o telemáticos (Borge, 2005).

### Protesta electrónica (e-protest)
La protesta electrónica (e-protest) participa de un conjunto de términos como ciberactivismo (cyberactivism), activismo en línea (activism online) hackactivismo (hackactivism), desobediencia civil electrónica (Electronic disobedience civil) que vienen a expresar la distintas formas en los que los activistas y sus organizaciones prolongan sus acciones a través de la red (Jordan, 2002). (Fernández, 2014. p.633-634)